# 보헤미아니즘

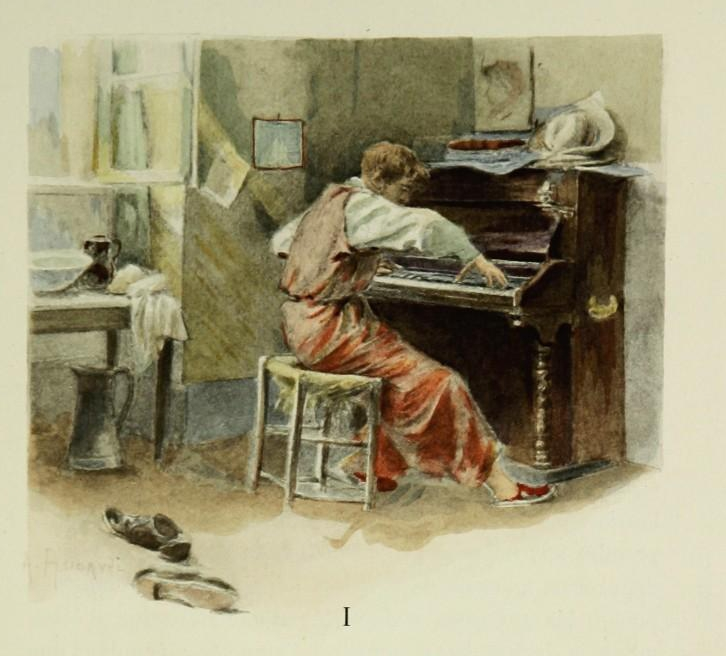

보헤미아니즘(Bohemianism) 또는 보헤미안주의는 자유분방한 생활을 추구하는 것을 말한다. 19세기 유럽의 여러 나라에서 소설을 통해 구체적 형상을 얻게 된다.
원래 "보헤미아인"이라는 뜻을 가진 "보헤미안"(Bohemian)은 15세기 프랑스에서 "주변의 멸시에 아랑곳하지 않고 여러 곳을 돌아다니면서 서로 다른 전통과 관습을 갖고 있는 사람들"을 가리키는 비유적인 표현으로 사용되었다. 이는 당시에 프랑스에 유입된 집시(로마인)가 주로 보헤미아 출신이었기 때문에 유래된 이름이다.
19세기 중반 프랑스의 소설가인 앙리 뮈르제(Henri Murger)는 소설 《보헤미안 생활의 풍경》(Scènes de la vie debohème)의 서문에서 "보헤미안은 일정한 직업이 없는 예술가, 작가 또는 세상에 등을 돌린 사람"으로 규정했다. 이 소설은 이탈리아의 작곡가인 자코모 푸치니의 오페라 《라 보엠》(La bohème)의 원작이 되었다.
보헤미안은 "전통적인 생활이나 관습에 얽매이지 않는 자유분방한 예술가와 같은 성격을 가진 청년들"을 가리키는 용어로 여겨졌다. 또한 "남에게 얽매이지 않고 검소한 삶을 사는 사람들, 고상한 철학을 생활의 주체로 삼는 사람들"이라는 좋은 뜻, "일정한 직업이 없는 생활을 하는 사람들, 몸가짐이 헤픈 사람들"을 가리키는 나쁜 뜻을 갖게 되었다.

## 같이 보기
- 아방가르드
- 보헤미안 클럽
- Bohemian Rhapsody
- 반문화
- 1960년대 반문화
- 젠트리피케이션
- 룸펜 프롤레타리아
- 프레카리아트
- 단순한 삶
- 침묵의 나선
- 비트 세대
- 블룸즈버리 그룹
- 프리타운 크리스티아니아
- 고스 (하위문화)
- 히피
- 힙스터
- 방종파
- 라파엘 전파